# Mirador de Montepinar (capítulo)
Mirador de Montepinar es el primer episodio de la primera temporada de la serie de televisión La que se avecina. Su primer pase en televisión fue en Telecinco el 22 de abril de 2007, estrenándose con un 28,8% de cuota de pantalla y 4.161.000 espectadores.

## Argumento
La urbanización de vecinos Mirador de Montepinar está por fin completa. Los pisos están defectuosos, pudiéndose apreciar timbres rotos o pomos mal pegados, siendo alguno de los desperfectos que tienen estos pisos. Joaquín que se le está poniendo cara de vendedor del mes, vende el ático a su hermano Sergio y posteriormente se va a vivir con él ya que le dice que un piso de protección oficial se lo darán en 2 meses, mintiéndole, pues lo tendrá para 2 años. Por otro lado, Cristina y su novio Agustín se compran un piso pero, más tarde, este empieza a tener dudas y decide marcharse dejando a su prometida abandonada y sola, y con el piso a cuestas, que finalmente se lo acaba vendiendo a los padres del presidente, Vicente y Gregoria. Javi, primer presidente de la comunidad, vuelve de la luna de miel con su mujer Lola, pero la mala suerte les llegará ya que se tendrá que enfrentar a todas las desgracias de todos los vecinos.
Mientras tanto, la familia Pastor-Madariaga se ha comprado un bajo con jardín, con la mala suerte de tener arriba a dos vecinos psicópatas —Antonio y su mujer Berta—, a los que llaman 'Los Rancio'. Al no tener conserje en la comunidad, Leo, vicepresidente de la comunidad, decide contratar a Maxi y a su amigo Coque como conserje y jardinero respectivamente.

## Reparto

### Principal
| Actor                   | Personaje                          |
| ----------------------- | ---------------------------------- |
| Malena Alterio          | Cristina Aguilera                  |
| Fabio Arcidiácono       | Fabio Sabatani                     |
| Ricardo Arroyo          | Vicente Maroto                     |
| Mariví Bilbao           | Izaskun Sagastume                  |
| Beatriz Carvajal        | Goya Gutiérrez                     |
| Pablo Chiapella         | Amador Rivas                       |
| Adrià Collado           | Sergio Arias                       |
| Gemma Cuervo            | Mari Tere Valverde                 |
| Eduardo García Martínez | Fran Pastor Madariaga              |
| José Luis Gil           | Enrique Pastor                     |
| Eduardo Gómez Manzano   | Máximo Angulo                      |
| Macarena Gómez          | Lola Trujillo                      |
| Elio González           | Eric Cortés                        |
| Nacho Guerreros         | Coque Calatrava                    |
| Eva Isanta              | Maite Figueroa                     |
| Sofía Nieto             | Sandra Espinosa                    |
| Isabel Ordaz            | Araceli Madariaga                  |
| Guillermo Ortega        | Joaquín Arias                      |
| Antonio Pagudo          | Javier Maroto                      |
| Emma Penella            | Doña Charo de la Vega              |
| Vanesa Romero           | Raquel Villanueva                  |
| Roberto San Martín      | Silvio Ramírez                     |
| Jordi Sánchez           | Antonio Recio                      |
| Luis Miguel Seguí       | Leonardo Romaní                    |
| Nathalie Seseña         | Berta Escobar                      |
| Carlota Boza            | Carlota Rivas                      |
| Fernando Boza           | Fernando Rivas                     |
| Rodrigo Espinar         | Rodrigo Rivas                      |
| Jusús Martíni Losas     | Jesús Martín Losa                  |
| Víctor Palmero          | Alba Recio                         |
| Ernesto Sevilla         | Teodoro Rivas                      |
| Luís Merlo              | Bruno Quiroga                      |
| Ricardo Nkosi           | Ongombo                            |
| Petra Martínez          | Doña Fina                          |
| Jesús Olmedo            | Diego Tejada                       |
| Norma Ruíz              | Bárbara                            |
| Pepa Reus               | Clara Gutiérrez                    |
| Carlos Areces           | Agustín Gordillo                   |
| Antonia San Juán        | Estela Reynolds                    |
| Fernando Tejero         | Fermín Trujillo                    |
| Loles León              | Menchu Carrascosa                  |
| Miren Ibarguren         | Yolanda Morcillo                   |
| Darío Pasó              | Josito Morcillo                    |
| María Hervías           | Martina                            |
| Alex Hafner             | Trevor Simons                      |
| Alyson Eckamm           | Megan Simons                       |
| Xavier Deltell          | José Ignacio Rovira                |
| Miguel de Miguel        | Adrián                             |
| Edurne                  | Nadia                              |
| Max Merieges            | Minguito Gutiérrez                 |
| Mónica Cervera          | María Joséfa Rivas                 |
| Carlos Alcalde          | Rosario Parrales Montoya           |
| Amparo Valle            | Justi Rivas                        |
| Esther Soto             | Raluca Petrescu                    |
| Silvia Alonso           | Patricia (Asistente Social)        |
| Francisco Nortés        | Padre Alejandro ledesma            |
| María Alfonsa Rosso     | Sor Pepita                         |
| Silvia Abril            | Violeta Recio Matamoros            |
| Verónica Forqué         | María Teresa                       |
| Pablo Puyol             | Santiago Casariego Santi Bordiú    |
| Jimmy Shawn             | Matthew Edwards                    |
| Paola Bontempí          | Ingrid Bécker                      |
| Kira Miró               | Rosanna                            |
| William Miller          | Héctor Adieta                      |
| Anabel Alonso           | Edurne Gerrikaetxebarria Sagastume |
| Álvaro Giraldo          | Amador Junior Arias Figueroa       |

### Con la colaboración especial de
| Actor          | Personaje     |
| -------------- | ------------- |
| Claudia Molina | Ligue de Eric |

### Episódico
| Actor               | Personaje       |
| ------------------- | --------------- |
| Paul Lostau         | Agustín         |
| Fernando Ruíz       | Enfermero       |
| Antonio Luis Castro | Policía #1      |
| José Manuel Rivera  | Policía #2      |
| Angelines Selas     | Clienta 45 años |
| José María Cartón   | Cliente 45 años |
| Mamen García        | Pitonisa        |
| Raul Balboa         | Mozo furgoneta  |
| Carmen Esteban      | Madre culebrón  |
| Paco Sanchís        | Médico culebrón |
| Eva Quesada         | Clienta 32 años |
| Diego Peña          | Cliente 32 años |

## Recepción
Mirador de Montepinar, nombre que da título al primer capítulo correspondiente a la primera temporada de la serie, fue estrenado y emitido por primera vez el 22 de abril de 2007 en Telecinco. La secuela de Aquí no hay quien viva comenzó batiendo récords de audiencia, registrando su primer mejor resultado histórico con un total de 4,1 millones de espectadores y un 28,8% de cuota de pantalla, superando en más de 1.654.000 de seguidores y 7,9 puntos a su idea original.
Su andadura comenzó en el horario estelar del domingo, (la noche de las comedias de Telecinco) después de una emisión del último episodio de la cuarta temporada de Aída, serie que hizo de telonero para, posteriormente, estrenarse La que se avecina. El estreno de la nueva comedia del equipo de Aquí no hay quien viva debutó con más de cuatro millones de espectadores de media y casi un 30% de la audiencia pese a ofrecer el capítulo hasta la madrugada de la cadena. La comedia original se despidió de Antena 3 en julio de 2006 con 4.005.000 espectadores y un 27,5% de cuota de pantalla en su último episodio, datos similares al cosechado por el primer capítulo de La que se avecina. En cuanto al target comercial, éste fue del 32,8%.
Su segundo pase en televisión fue el 3 de abril de 2008 en el mismo canal. El capítulo en cuestión obtuvo un seguimiento del 19,4% de share y más de 1,2 millones de espectadores lo que hizo mantener el control del late night show aunque sin llegar a destacar con una reposición de la serie.